# Rama dama
Mit Rama dama oder Ramadama (hochdeutsch: „(Auf-)Räumen tun wir!“) bezeichnet man im Bairischen eine organisierte Aufräumaktion, bei der im öffentlichen Raum (sowohl in der Natur als auch in Wohngebieten), unter der ehrenamtlichen Beteiligung der Bevölkerung, Müll zur fachgerechten Entsorgung gesammelt wird. Die Organisation übernehmen Gemeinden, Schulen, Vereine oder Bürgerinitiativen.

## Hintergrund

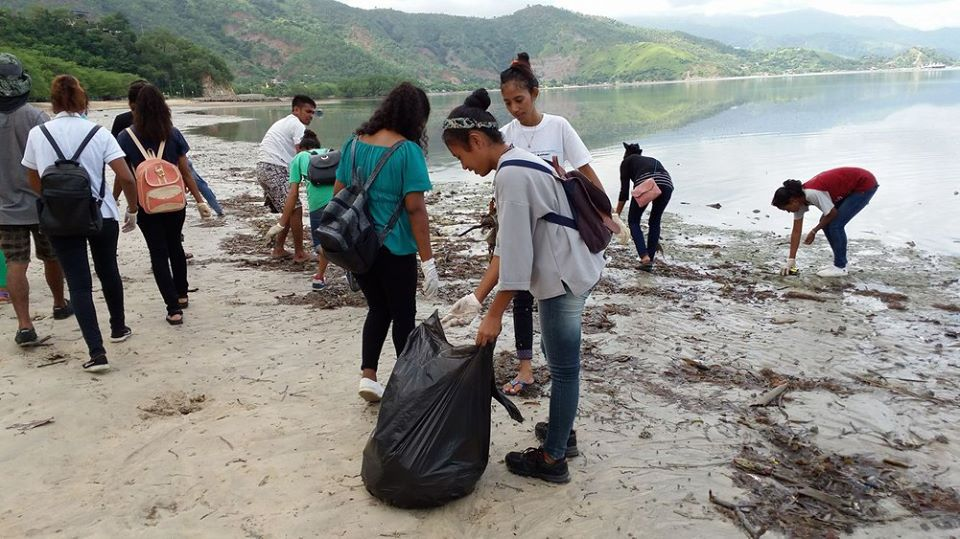
„Rama dama“ in Osttimor

Erstmals rief Thomas Wimmer, der damalige Oberbürgermeister Münchens am 29. Oktober 1949 zum gemeinsamen „Rama dama“ auf. Hier ging es noch um die Beseitigung der Kriegsschäden und Schutthalden in der Stadt. Mehr als 7500 Freiwillige folgten dem Aufruf. Auch Wimmer arbeitete mit einer Schaufel mit. Insgesamt wurden an dem Tag mehr als 15.000 Kubikmeter Schutt beseitigt. Der Begriff blieb als Bezeichnung für das gemeinsame, ehrenamtliche Aufräumen.
Ähnliche Aktionen zum Müllsammeln durch Freiwillige finden auch außerhalb Bayerns und in anderen Kontexten statt, so zum Beispiel als „CITO-Event“ beim Geocaching.